# Bastille Day - Il colpo del secolo
Bastille Day - Il colpo del secolo (Bastille Day) è un film del 2016 diretto da James Watkins.
Pellicola di produzione internazionale con protagonisti Idris Elba e Richard Madden.

## Trama
Parigi. Nei giorni antecedenti la ricorrenza della presa della Bastiglia le strade di Sean Briar, agente della CIA in servizio a Parigi, e Michael Mason, incallito ed abile borseggiatore, vengono ad incrociarsi dopo che quest'ultimo, inconsapevolmente, ruba una borsa contenente una bomba, che poi esplode in una piazza di Parigi, causando quattro morti. L'attacco viene rivendicato da una misteriosa organizzazione criminale, che promette ulteriori attentati. Inizia così un'escalation di violenza e disordini in tutta Parigi: in tutto questo clima di tensione, Sean e Michael scopriranno che in realtà i disordini causati non sono altro che un diversivo per consentire ad una squadra corrotta di agenti francesi della RAID di attuare il colpo del secolo: svaligiare la Banca di Francia.

## Produzione
L'11 novembre 2013, Idris Elba si è unito al cast del film. Il 2 ottobre 2014, si è unito anche Richard Madden. Il 18 maggio 2014, Focus Features ha acquisito i diritti di distribuzione per il Nord America. Le riprese principali sono iniziate il 13 ottobre 2014 a Parigi e si sono conclude il 17 dicembre dello stesso anno.

## Distribuzione
Nel Regno Unito, StudioCanal ha programmato l'uscita del film il 19 febbraio 2016. Tuttavia, a seguito degli attacchi terroristici tenutisi a Parigi nel novembre 2015, il film è stato posticipato. Bastille Day è uscito contemporaneamente nel Regno Unito, Irlanda e Svezia il 22 aprile 2016. In Francia, il film è uscito il 13 luglio 2016 in concomitanza con la data in cui è ambientata la storia. Dopo l'attacco dei camion di Nizza del 2016, StudioCanal ha ritirato il film dalle sale il 17 luglio successivo come un "segno di rispetto per le vittime e le loro famiglie".
In Italia il film è uscito il 13 luglio 2016 su distribuzione Eagle Pictures.

## Accoglienza
Sull'aggregatore di recensioni Rotten Tomatoes, Bastille Day - Il colpo del secolo detiene un indice di gradimento del 48% basato su 80 recensioni professionali, con una valutazione media di 5,2/10. Il consenso critico del sito recita: "Bastille Day dimostra che Idris Elba è un eroe d'azione in attesa, in particolare, di una sceneggiatura che meriti i suoi talenti". Su Metacritic, il film detiene un punteggio medio ponderato di 48 su 100, basato su 16 recensioni professionali, indicando recensioni "contrastanti o nella media".